# 법계성범수륙승회수재의궤 (보물 제1948호)
법계성범수륙승회수재의궤(法界聖凡水陸勝會修齋儀軌)는 대한민국 강원특별자치도 동해시에 있는 조선시대의 목판본 책이다. 2017년 12월 26일 대한민국의 보물 제1948호로 지정되었다.

## 개요
｢법계성범수륙승회수재의궤｣는 수륙무차평등재의 기원과 의식, 절차 등에 관한 것을 모은 불교의 의례서로, 권말에 있는 김수온의 발문을 바탕으로 세조비 정희왕후(1418-1483)가 세조ㆍ예종ㆍ덕종의 명복을 빌기 위하여 1470년(성종 1) 왕실 주도로 간행한 판본임을 알 수 있다.
현재 국가지정문화재로 지정된 전적 중 성종연간(1479～1494)에 왕실과 사찰 등에서 간행된 것은 총22건이며, 이 중 향운암 소장 수재의궤의 간행연도인 1470년에 간행된 불서(佛書)는 3종이다. 향운암 소장본은 왕실이 주관하여 간행한 수륙재의 기본서이자 ｢법계성범수륙승회수재의궤｣ 및 ｢수륙무차평등재의촬요｣의 가장 오래된 판본으로 자료적 가치가 매우 높다.
이러한 이유로 향운암 소장 ｢법계성범수륙승회수재의궤｣는 다양한 역사․문화적 가치와 활용도, 희소성․시기성․완전성 등에서 국가지정문화재로 지정하였다.

## 참고 자료
- 법계성범수륙승회수재의궤 - 국가유산청 국가유산포털